# Waschhaus (Parmain)

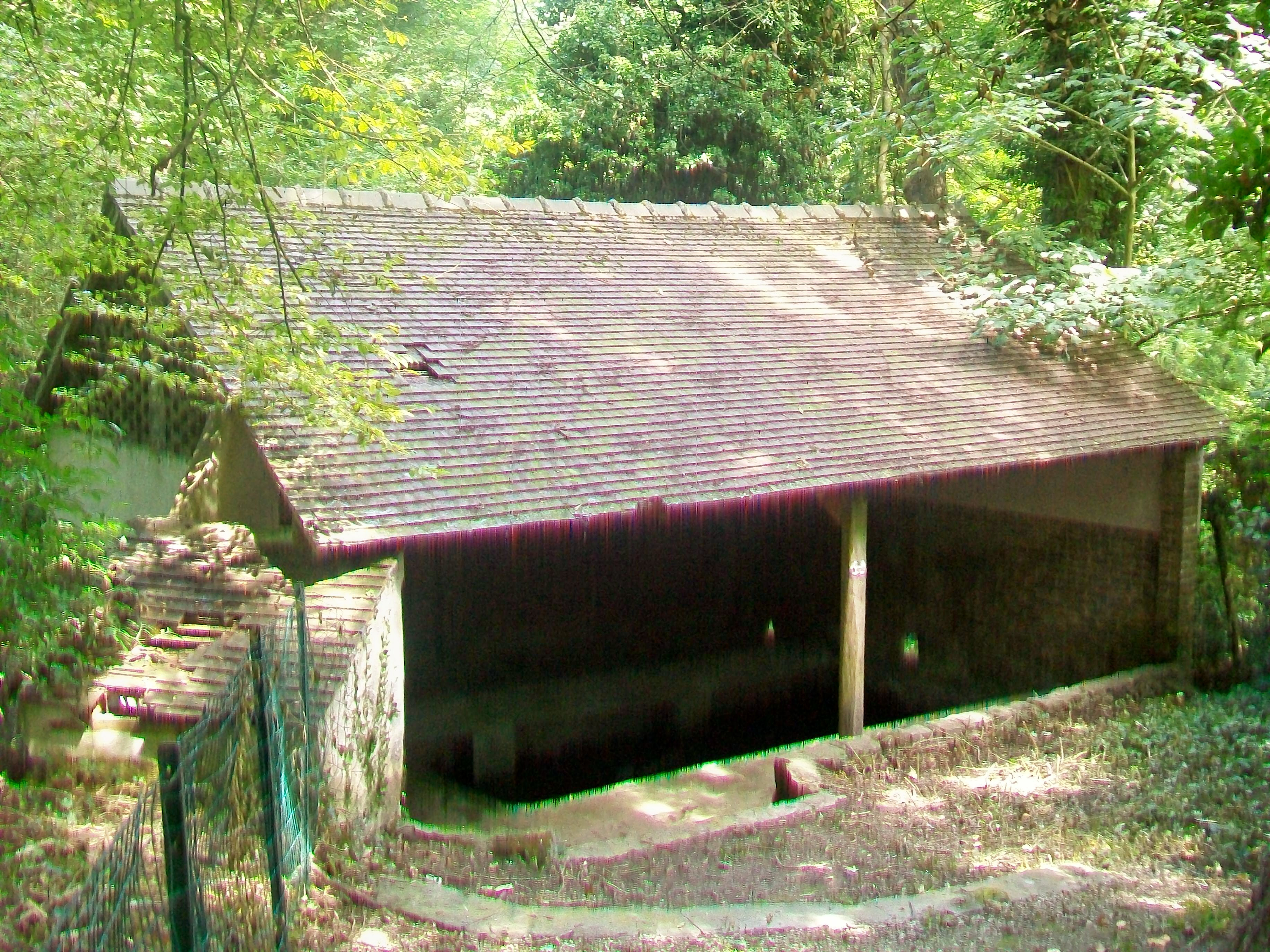
Waschhaus in Parmain

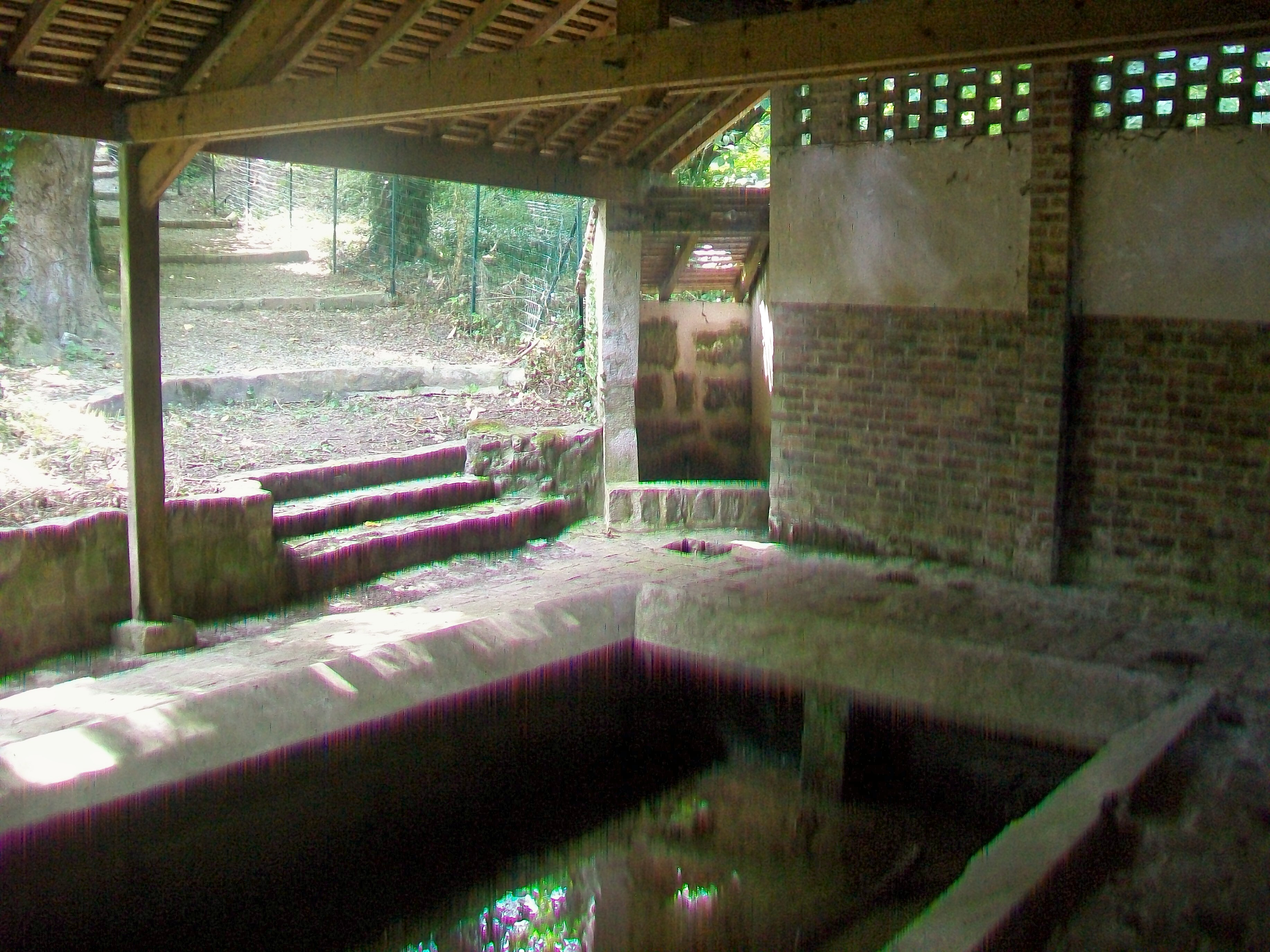
Innenansicht

Das Waschhaus (französisch lavoir) in Parmain, einer französischen Gemeinde im Département Val-d’Oise in der Region Île-de-France, wurde im 19. Jahrhundert errichtet. Das öffentliche Waschhaus steht am Ende einer Sackgasse, die von der Rue du Maréchal Joffre abzweigt. 
Das dreiseitig geschlossene Waschhaus besitzt ein längliches Waschbecken. Das Gebäude wird von einem Ziegeldach gedeckt.